# Dasatskisi
Dasatskisi (დასაწყისი) (Engels: Beginning) is een Frans-Georgische film uit 2020, geregisseerd door Déa Kulumbegashvili.

## Verhaal
Yana, de vrouw van David, de religieuze leider van Jehova's getuigen, raakt gedesillusioneerd in haar leven nadat de koninkrijkszaal door een brandbom vernield werd door gewelddadige extremisten. 

## Rolverdeling
| Acteur               | Personage |
| -------------------- | --------- |
| Ia Sukhitashvili     | Yana      |
| Rati Oneli           | David     |
| Kakha Kintsurashvili | Detective |

## Productie
Dasatskisi was oorspronkelijk geselecteerd voor de competitie van het filmfestival van Cannes in mei 2020 maar werd niet vertoond vanwege de coronapandemie. De film beleefde zijn officiële première op 11 september 2020 op het Internationaal filmfestival van Toronto waar hij de FIPRESCI-prijs won. Vervolgens werd de film vertoond op het Filmfestival van San Sebastián 2020 waar hij verschillende prijzen won waaronder de Gouden Schelp voor beste film. De film kreeg overwegend positieve kritieken van de filmcritici, met een score van 100% op Rotten Tomatoes, gebaseerd op 11 beoordelingen.
De film werd geselecteerd als Georgische inzending voor de beste niet-Engelstalige film voor de 93ste Oscaruitreiking.

## Prijzen en nominaties
De belangrijkste:
| Jaar | Prijs                                   | Categorie                            | Genomineerde(n)     | Uitslag  |
| ---- | --------------------------------------- | ------------------------------------ | ------------------- | -------- |
| 2020 | Internationaal filmfestival van Toronto | FIPRESCI-prijs                       | Déa Kulumbegashvili | Gewonnen |
| 2020 | Filmfestival van San Sebastián          | Gouden Schelp                        | Déa Kulumbegashvili | Gewonnen |
| 2020 | Filmfestival van San Sebastián          | Zilveren Schelp voor beste regisseur | Dea Kulumbegashvili | Gewonnen |
| 2020 | Filmfestival van San Sebastián          | Zilveren Schelp voor beste actrice   | Ia Sukhitashvili    | Gewonnen |
| 2020 | Filmfestival van San Sebastián          | Juryprijs voor beste scenario        | Dea Kulumbegashvili | Gewonnen |